# Francesco Pernici
Francesco Pernici (* 18. Februar 2003 in Esine) ist ein italienischer Mittelstreckenläufer, der sich auf den 800-Meter-Lauf spezialisiert hat.

## Sportliche Laufbahn
Erste internationale Erfahrungen sammelte Francesco Pernici im Jahr 2021, als er bei den U20-Europameisterschaften in Tallinn mit 1:50,63 min im Halbfinale über 800 Meter ausschied und mit der italienischen 4-mal-400-Meter-Staffel in 3:07,13 min die Silbermedaille gewann. Anschließend schied er bei den U20-Weltmeisterschaften in Nairobi mit 1:53,35 min im Vorlauf über 800 Meter aus und belegte mit der Staffel in 3:12,16 min den achten Platz. Zudem verhalf er der Mixed-Staffel zum Finaleinzug. Im Jahr darauf schied er bei den U20-Weltmeisterschaften in Cali mit 1:51,07 min erneut im Vorlauf über 800 Meter aus und schied mit der Männerstaffel mit 3:08,55 min im Vorlauf aus. Anschließend belegte er bei den U23-Mittelmeer-Meisterschaften in Pescara in 1:48,38 min den fünften Platz. 2023 wurde er bei den U23-Mittelmeer-Hallenmeisterschaften in Valencia in 1:53,13 min ebenfalls Fünfter und im Juli belegte er bei den U23-Europameisterschaften in Espoo in 1:46,24 min den vierten Platz. Anschließend schied er bei den Weltmeisterschaften in Budapest mit 1:45,89 min in der ersten Runde aus. Im Jahr darauf kam er bei den Hallenweltmeisterschaften in Glasgow mit 1:47,38 min nicht über den Vorlauf hinaus. Anfang Juni wurde er bei den Europameisterschaften in Rom im Halbfinale disqualifiziert. 2025 wurde er bei der 1. Liga der Team-Europameisterschaft in Madrid in 1:44,39 min Zweiter hinter dem Spanier Mohamed Attaoui. Anschließend stellte er bei den U23-Europameisterschaften in Bergen im Vorlauf mit 1:44,06 min einen Meisterschaftsrekord auf, belegte dann im Finale aber in 1:45,01 min nur den vierten Platz.
2024 wurde Pernici italienischer Hallenmeister über 800 Meter.

## Persönliche Bestleistungen
- 800 Meter: 1:44,06 min, 18. Juli 2025 in Bergen
  - 800 Meter (Halle): 1:47,35 min, 25. Januar 2025 in Nantes